# Eli Cohen (actor)
Eli Cohen (אלי כהן; 18 de diciembre de 1940) es un actor y director de cine israelí. En 1989 su película el verano de Aviya ganó el Oso de plata por su contribución artística en el Festival Internacional de Cine de Berlín de 1989. Seis años después, su película Etz Hadomim Tafus fue premiado en la sección Un Certain Regard en la Festival de Cannes de 1995.

## Filmografía

### Director
- Shtei Etzbaot Mi'Tzidon (1986)
- El verano de Aviya (1989)
- The Quarrel (1991)
- Under the Domim Tree (1994)
- Hora 79 (2013)

### Actor
- Neither by Day Nor by Night (1972)
- Jesús: el hombre que usted creía conocer (Jesus) (1979)
- Sodot Mishpacha (1998)